# شوهی یومودا
شوهی یومودا (انگلیسی: Shuhei Yomoda؛ زادهٔ ۱۴ مارس ۱۹۷۳) بازیکن فوتبال اهل ژاپن است.